# WrestleMania VIII
WrestleMania VIII è stata l'ottava edizione dell'omonimo pay-per-view di wrestling promosso dalla World Wrestling Federation. Si è tenuta il 5 aprile 1992 all'Hoosier Dome di Indianapolis, Indiana. Questa è stata la seconda edizione di WrestleMania ad avere come main event un non-title match, dopo la prima edizione, ed è stata l'ultima WrestleMania tenuta in uno stadio fino a WrestleMania X-Seven.
La card comprese due main event, entrambi rappresentati nello stesso poster promozionale ufficiale. Nel primo, il WWF World Heavyweight Champion Ric Flair difese il suo titolo contro Randy Savage, e nel secondo, Hulk Hogan affrontò Sid Justice. Come conseguenza del doppio main event, WrestleMania VIII ebbe due slogan invece di uno, ovvero: "The Macho/Flair Affair!" e "Friendship Torn Apart!"

## Produzione
La cantante country Reba McEntire cantò un'interpretazione di The Star-Spangled Banner prima dello spettacolo. Il conduttore di Family Feud, Ray Combs, fu il ring announcer ospite per l'eight-man tag match.
I commentatori per l'evento furono Gorilla Monsoon e Bobby Heenan. Dopo essere stato il commentatore di punta per le precedenti sette edizioni di WrestleMania (era un commentatore per la parte di Chicago di WrestleMania II al fianco di Gene Okerlund e Cathy Lee Crosby), questa fu l'ultima edizione dello Showcase of the Immortals ad essere commentata da Monsoon.
Il match in programma tra The British Bulldog e The Berzerker non ebbe luogo a causa dei vincoli di tempo.
Il finale del match Justice-Hogan in realtà non si verificò come previsto. Il piano originale era che Hogan colpisse l'avversario con un leg drop su Justice, che arrivasse Papa Shango, e che interrompesse lo schienamento, causando la squalifica. Tuttavia, Papa Shango si perse o sottovalutò le indicazioni dategli e arrivò in ritardo verso il ring. Justice fu costretto ad effettuare un kick-out al leg drop (all'epoca mossa dalla quale nessuno era uscito), e quindi lo schienamento si fermò a due. Qualche secondo dopo, Earl Hebner (l'arbitro del match) squalificò Justice, quando il suo manager, Harvey Wippleman, interferì nella contesa.
I Legion of Doom originariamente sarebbe dovuti essere gli sfidanti per i WWF Tag Team Championship, ma Hawk era sospeso fino a dopo WrestleMania (i LOD, con l'allora loro manager di lunga data Paul Ellering, apparvero a WrestleMania per un colloquio con Gene Okerlund). I Legion of Doom furono sostituiti nel tag team match per il titolo dai Natural Disasters (Earthquake e Typhoon).
Il piano originale per il main event fu un match tra Ric Flair e Hulk Hogan per il WWF World Heavyweight Championship. Il match tra le due leggende fu anche pubblicizzato in televisione in una finta conferenza stampa dove l'allora presidente WWF Jack Tunney annunciò che Hogan sarebbe stato il primo contendente al WWF World Heavyweight Championship di Flair. Sia Flair che Hogan si affrontarono in vari House Show (non trasmessi in televisione) e un tag team match televisivo, ma mai in un match degno della presenza di quei due nomi. Il dream match tra i due non avvenne; si dice che Vince McMahon non fu affatto convinto dalla qualità dei match negli house show e optò per il doppio main event. Nel primo Flair perse il suo titolo contro Randy Savage, e nel secondo, Hulk affrontò Sid Justice. Ai fini della storyline Sid Justice insistette per lottare contro Hogan, a causa delle tensioni che iniziarono tra i due in quell'anno alla Royal Rumble, dove Hogan fu eliminato da Sid Justice nel match. Questa manovra da parte di Sid portò all'aiuto di Hogan al rivale Ric Flair, che riuscì ad eliminare Justice, e non vinse solo la Rumble, ma anche il WWF World Heavyweight Championship. Questo rese Ric Flair il secondo uomo a vincere sia il WWF che l'NWA World Heavyweight Championship, dopo l'originale "Nature Boy", Buddy Rogers.
Il match Hulk Hogan-Sid Justice fu anche annunciato come "l'ultimo match di Hogan", quando in realtà Hogan fu costretto a prendere una pausa a causa dello scandalo steroidi che cominciò ad emergere nei mezzi di informazione.
In una delle sue prime apparizioni nella WWF, Shane McMahon fu uno dei funzionari dietro le quinte che tentarono di tenere Miss Elizabeth lontana dal bordo ring durante il match Flair/Savage. Poi trattenne Savage nella rissa scaturita poco dopo.

## Accoglienza
I critici elogiarono il match per il titolo intercontinentale tra Piper e Hart. Thomas Golianopoulos di Complex Sports lo classificò al numero 15 nella sua lista dei "The 50 Greatest Matches in WrestleMania History", descrivendolo come "A stiff match that veers from amateur wrestling to all-out street fight with a great finish". Golianopoulos classificò anche il match Flair vs. Savage al numero 19 della stessa lista, lodando la psicologia del match, nonostante il finale brusco.

## Evento
Nel primo match dell' evento, Shawn Michaels battè El Matador rovesciando il suo tentativo di bodyslam in un roll-up che gli consentì la vittoria sull'avversario.
The Undertaker regolò i conti con Jake Roberts stendendolo con una Tombstone Piledriver fuori dal ring. poi si caricò l'avversario all' interno di esso per lo schienamento finale. Fu la seconda apparizione per The Undertaker a WrestleMania, ma la prima come beniamino del pubblico. 
Il terzo match fu uno dei migliori della serata e vide fronteggiarsi Bret "Hitman" Hart e Roddy Piper per il titolo intercontinentale. Quest'ultimo dominò gran parte del match ma fu Hitman a vincere dopo aver trasformato in schienamento la sleeper hold dello scozzese, diventando così campione intercontinentale per la seconda volta in carriera. A fine match i due si abbracciarono in segno di rispetto.
Nell' 8-man tag team match che vide shierare Big Boss Man, Virgil, Sgt. Slaughter e Jim Duggan da una parte e  The Nasty Boys (Brian Knobbs e Jerry Sags), Repo Man e The Mountie con manager Jimmy Hart al loro fianco, la vittoria andò ai face dopo che Virgil schienò Jerry Sags. Determinante fu l'errore di Brian Knobbs, che colpì erroneamente il suo compagno di coppia con un tirapugni.
"Nature Boy" Ric Flair  perse il titolo di campione del mondo a favore di Randy Savage. A fine match seguì un parapiglia dopo che Flair baciò sul ring Miss Elisabeth, moglie di Savage.
Con un cross body effettuato in rincorsa sul ring, Tatanka schienò Ric Martel.
I Natural Disasters sfiorarono la vittoria per i titoli di coppia. Earthquake si vide sfilare l'avversario, ossia I.R.S. da sotto la prima corda del ring mentre era in procinto di effettuare la sua mossa finale, la vertical splash. Vinsero quindi per abbandono degli avversari, i Money Inc. che mantennero così le cinture.
Nel penultimo match, Owen Hart schienò Skinner in 90 secondi. 
Nel main event, che vide anche il ritorno di The Ultimate Warrior dopo otto mesi, Hulk Hogan batte Sid Justice per squalifica dell' avversario. Al momento di schienarlo difatti, Papa Shango interferì nel match per evitare il conteggio finale. Il guerriero intervenne per aiutare Hulk Hogan e ristabilire la parità numerica.

## Conseguenze
L'avversario principale di Savage durante la primavera e l'estate del 1992 fu Ric Flair, dove, secondo la storyline, Flair ebbe una relazione con Elizabeth, la manager di Randy. Fu rivelato più tardi nella rivista WWF Magazine che le foto che Flair aveva mostrato di se stesso con Elizabeth erano false, e che erano in realtà di Savage ed Elizabeth. Nella vita reale, Savage ed Elizabeth stavano per separarsi. WrestleMania VIII segnò l'ultima grande apparizione di Elizabeth in pay-per-view negli Stati Uniti nella WWF.
Anche se Savage e Flair continuarono il loro feud, l'aspetto di Elizabeth fu abbandonato dalla storyline, e il divorzio dell'ex coppia fu definitivo nel mese di settembre 1992. Savage affrontò brevemente il divorzio nel WWF Magazine, che non fu però citato nella kayfabe.
Shawn Michaels iniziò a ricevere la sua prima grande spinta come wrestler singolo in un evento importante, quando affrontò Randy Savage per il World Heavyweight Title in Europa, sfidò Bret Hart per il titolo intercontinentale e partecipò a vari tag team match in coppia con Ric Flair, dove sconfisse varie volte il team Savage-Hart. Michaels alla fine vinse il WWE Intercontinental Championship da British Bulldog (che nel frattempo aveva vinto il titolo) nel mese di ottobre.
Sia Hogan che Piper si presero un periodo di pausa dopo WrestleMania VIII. Roberts lasciò la federazione e tornò quattro anni più tardi, giustificandosi annunciando che era diventato un "cristiano rinato". Sid Justice perse diversi match post-WrestleMania contro The Ultimate Warrior e The Undertaker e alla fine lasciò la compagnia, tornando nel 1995 come guardaspalle di Shawn Michaels.
Ultimate Warrior puntò al titolo WWF detenuto da Randy Savage dopo il mancato incontro che avrebbe dovuto avere a Summerslam con Sid Justice. Vinse l'avversario, ma solo per squalifica dovuta alle interferenze durante il match di Ric Flair e Mr. Perfect.
Bret Hart mantenne il titolo fino a Summerslam dove poi fu battuto da suo cognato British Bulldog, nell'incontro che segnò il main event della serata. Il canadese divenne mesi dopo campione WWF battendo Ric Flair.
Big Boss Man ebbe una faida contro Nailz, che culminò a Survivor Series in un "Nightstick on a Pole" match.

## Risultati
| #          | Risultati | Stipulazioni                                          | Durata |
| ---------- | --- | ----------------------------------------------------- | ------ |
| Dark match | The Bushwhackers (Bushwhacker Luke e Bushwhacker Butch) hanno sconfitto The Beverly Brothers (Blake e Beau Beverly)                                   | Tag team match                                        | 10:00  |
| 1          | Shawn Michaels (con Sensational Sherri) ha sconfitto El Matador                                                                                       | Single match                                          | 10:38  |
| 2          | The Undertaker (con Paul Bearer) ha sconfitto Jake Roberts                                                                                            | Single match                                          | 06:36  |
| 3          | Bret Hart ha sconfitto Roddy Piper (c) | Single match per il WWF Intercontinental Championship | 13:51  |
| 4          | Big Boss Man, Virgil, Sgt. Slaughter e Jim Duggan hanno sconfitto The Nasty Boys (Brian Knobbs e Jerry Sags), Repo Man e The Mountie (con Jimmy Hart) | 8-man tag team match                                  | 06:33  |
| 5          | Randy Savage ha sconfitto Ric Flair (c) (con Mr. Perfect)                                                                                             | Single match per il WWF Championship                  | 18:04  |
| 6          | Tatanka ha sconfitto Rick Martel | Single match                                          | 04:33  |
| 7          | The Natural Disasters (Earthquake e Typhoon) hanno sconfitto Money Inc. (Ted DiBiase e Irwin R. Schyster) (c) (con Jimmy Hart) per countout           | Tag team match per i WWF Tag Team Championship        | 08:38  |
| 8          | Owen Hart ha sconfitto Skinner | Single match                                          | 01:36  |
| 9          | Hulk Hogan ha sconfitto Sid Justice (con Harvey Wippleman) per squalifica                                                                             | Single match                                          | 12:28  |